# Stortjärnen (Lits socken, Jämtland, 702204-146175)
Stortjärnen är en sjö i Östersunds kommun i Jämtland och ingår i Indalsälvens huvudavrinningsområde.